# Bilicenii Vechi
Bilicenii Vechi es una localidad de Moldavia en el distrito (raión) de Sîngerei.

## Geografía
Se encuentra a una altitud de 102 m s. n. m. a 119 km de la capital nacional, Chisináu.

## Demografía
En el censo 2014 el total de población de la localidad fue de 3 252 habitantes.